# AHRLAC
AHRLAC (Advanced High Performance Reconaissance Light Aircraft) — южноафриканский лёгкий разведывательно-ударный боевой самолёт, впервые представленный в сентябре 2011 года. Лёгкий штурмовик разработан южноафриканскими компаниями Paramount Group и Aerosud.
Самолёт представляет собой цельнометаллический свободнонесущий высокоплан с одним турбовинтовым двигателем Pratt&Whitney Canada PT6А-66 мощностью 950 л.с. Особенность этого высокоплана — обратная стреловидность крыла, двухбалочная схема и толкающий винт, который располагается в задней части фюзеляжа. Продолжительность полёта достигает 7,5 — 10 часов.
Самолёт предназначен для разведки, патрулирования, нанесения ударов по наземным целям и противоповстанческой борьбы. Самолёт может дополнительно оснащаться бортовой системой самообороны и катапультными креслами Martin Baker Mk 17. Нижняя часть фюзеляжа самолёта спроектирована в качестве «быстросъёмного контейнера» для размещения различных вариантов необходимого в данном полёте оборудования.

## Тактико-технические характеристики
Технические характеристики
- Экипаж: 2 человека
- Длина: 10,5 м
- Размах крыла: 12,0 м
- Высота: 4,0 м
- Максимальная взлётная масса: 3 800 кг
- Масса топлива во внутренних баках:
- Объём топлива в ПТБ:
- Силовая установка: 1 × ТВД Pratt&Whitney Canada PT6А-66
- Мощность двигателей: 1 × 950

Лётные характеристики
- Максимальная скорость: 500 км/ч
- Практическая дальность: 2 100 км
- Практический потолок: 9 500 м
- Длина разбега: 550 м

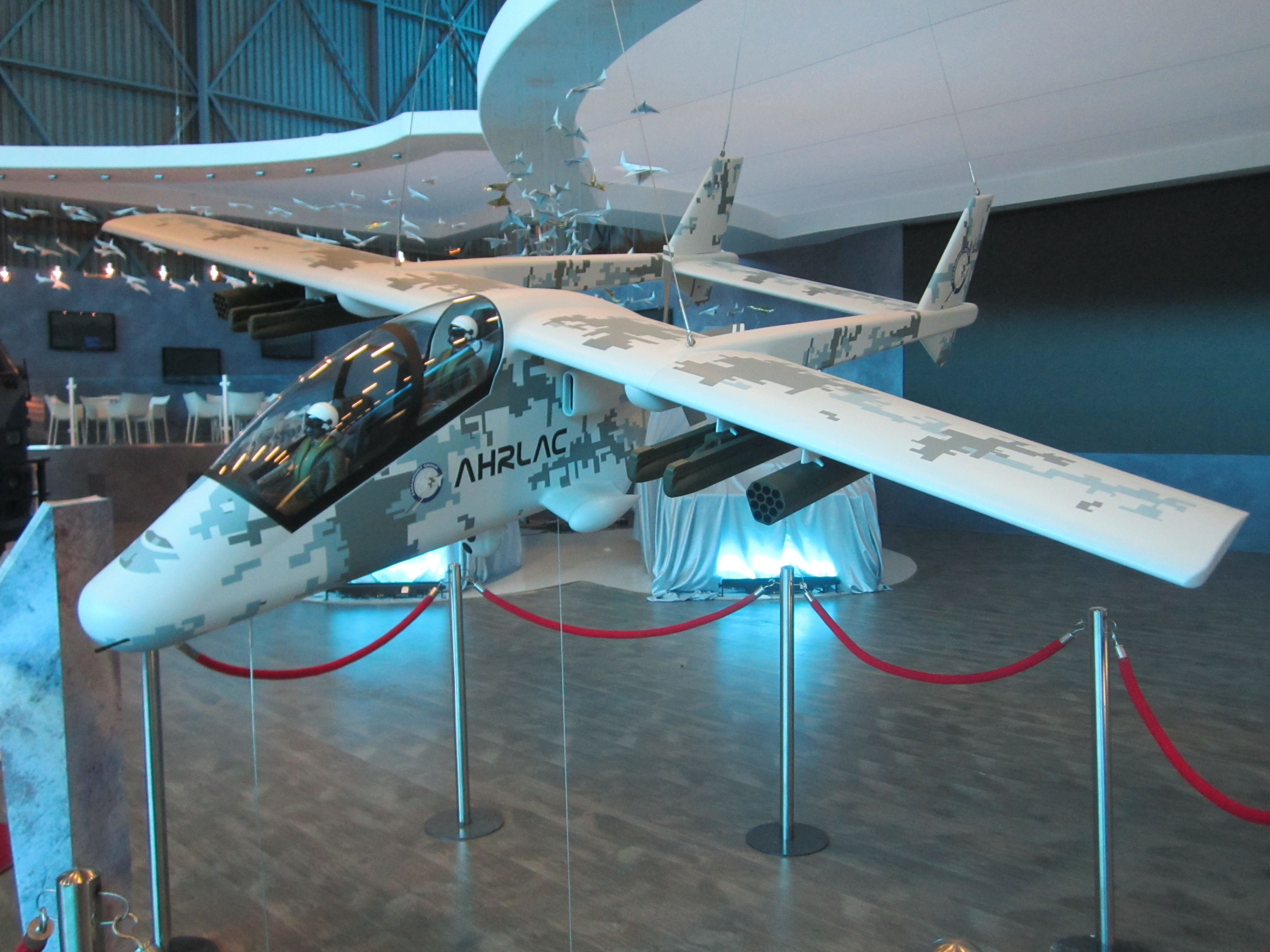
Модель AHRLAC

AHRLAC: три проекции

- Максимальная эксплуатационная перегрузка:

Вооружение
- Стрелково-пушечное:  
  - встроенное: 1 × 20 мм пушка на фюзеляжном узле
  - подвесное:
- Точки подвески: 6
- Боевая нагрузка: 800 кг
- Управляемые ракеты: ракеты «воздух-воздух», ракеты «воздух-поверхность»
- Бомбы: свободнопадающие и корректируемые